# Нія де ла Рубіа
Нія де ла Рубіа (ісп. Nya de la Rubia; нар. 27 серпня 1986 року, Севілья, Іспанія) — іспанська акторка та співачка.

## Життєпис
Нія де ла Рубіа народилася 27 серпня 1986 року у Севільї. У 19 років Нія вирушила до Мадриду. Акторка брала участь у різних телевізійних проектах. У 26 років Нія де ла Рубіа випустила свій перший диск «Nya de la Rubia». Також Нія де ла Рубіа грає у театрі та бере участь у кінематографічних проектах.

## Телебачення
- Слід злочину (2008)
- Розкажи, як це сталося (2010)